# Reserva Natural de Võtikvere
A Reserva Natural de Võtikvere é uma reserva natural localizada no condado de Jõgeva, na Estónia.
A área da reserva natural é de 117 hectares.
A área protegida foi fundada em 2005 para proteger tipos valiosos de habitats e espécies ameaçadas em Võtikvere (freguesia de Torma).